# Unicor Prima Motor
PT. Unicor Prima Motor成立于2006年12月，是由奇瑞汽车股份有限公司和印支美孚集团共同出资成立。 该公司坐落在雅加达印度尼西亚。

## 主要产品

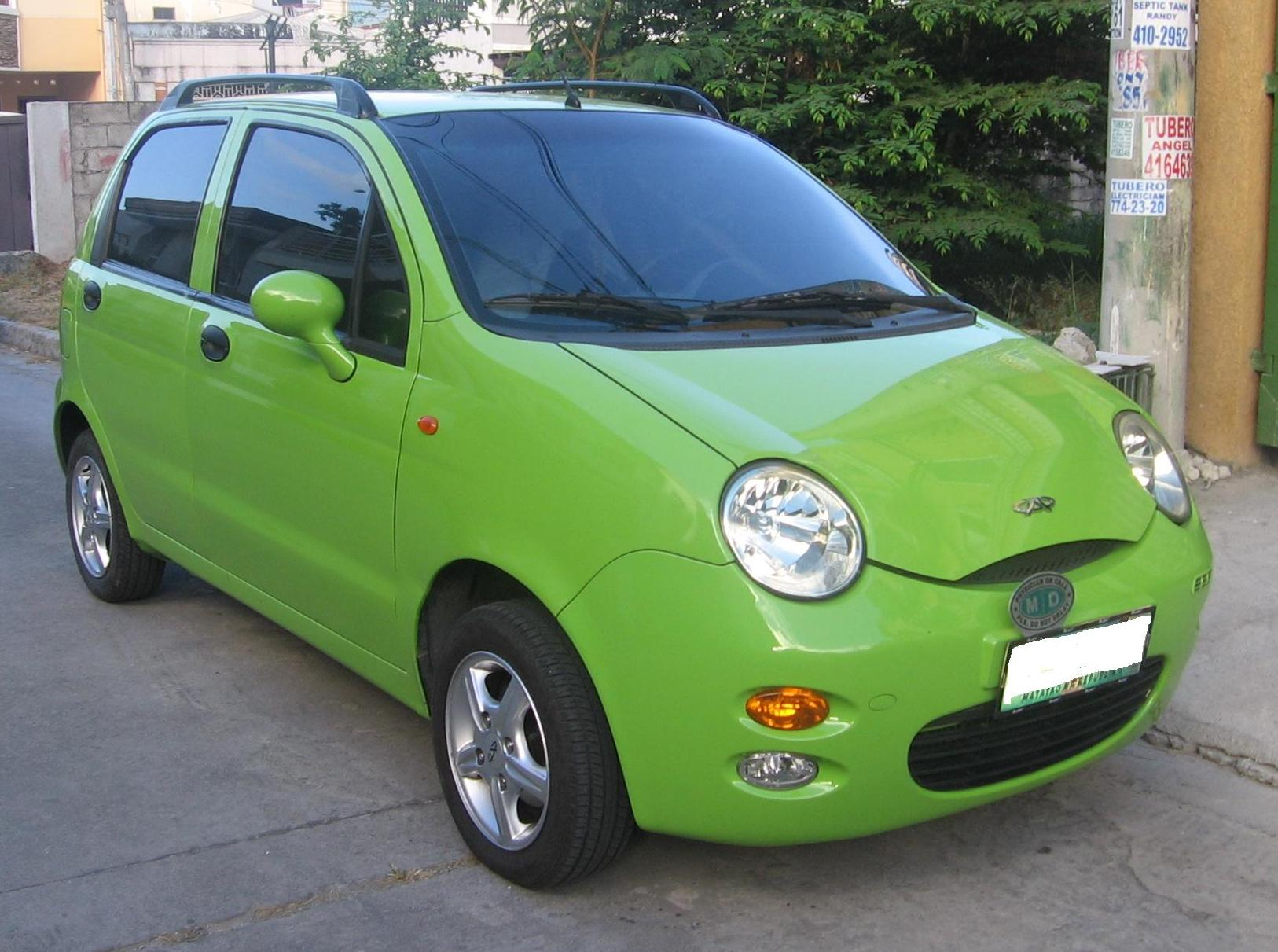
奇瑞QQ 自2006年
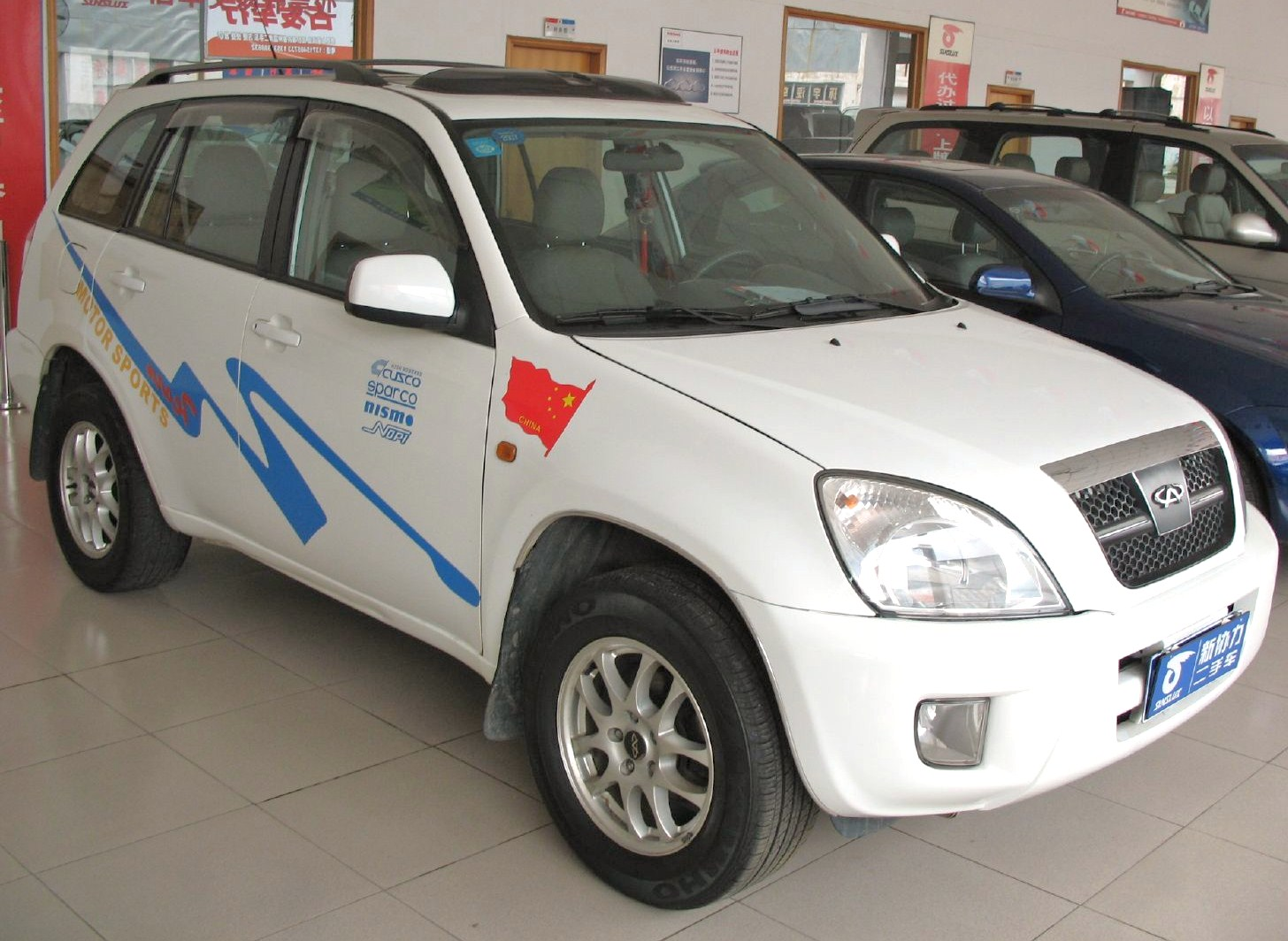
奇瑞瑞虎 自2006年